# Banksinoma borealis
Banksinoma borealis är en kvalsterart som först beskrevs av Rainer Willmann 1943.  Banksinoma borealis ingår i släktet Banksinoma och familjen Thyrisomidae. Inga underarter finns listade.